# Lepanthes truncatipetala
Lepanthes truncatipetala là một loài thực vật có hoa trong họ Lan. Loài này được Dod ex Luer mô tả khoa học đầu tiên năm 2003.